# Tocantinópolis EC
Tocantinópolis EC is een Braziliaanse voetbalclub uit Tocantinópolis in de staat Tocantins.
De club werd opgericht in 1989. In 1993 werd de club de eerste staatskampioen van de profcompetitie. In 1990 waren ze al eens amateurkampioen. In 2002 werd de tweede titel behaald. Het is de enige club uit de staat die nooit degradeerde. In 2016 werd de club enkel gered doordat Araguaína zes strafpunten kreeg voor het opstellen van een niet-speelgerechtigde speler. In 2002 miste de club net de promotie naar de nationale Série C in de kwartfinale tegen São Bernardo. 

## Erelijst
Campeonato Tocantinense
1990, 1993, 2002, 2015, 2021, 2022, 2023